# Valentin Sever
Valentin Sever, slovenski pesnik, * 17. februar 1903, Puštal, † 1945, Buchenwald, Nemčija.

## Življenjepis
Valentin Sever se je rodil v Puštalu pri Škofji Loki. Po osnovni šoli je postal delavec. Delal je tudi v tovarni Šešir v Škofji Loki. Bil privrženec Jugoslovanske strokovne zveze in Krščanskih socialistov. Med vojno so ga Nemci aretirali novembra 1943, ker je bil aktivist NOG, skupaj s še nekaterimi delavci tovarne Šešir. Interniran je bil v Buchenwald, kjer je umrl leta 1945 kot talec.
Pesmi je velikokrat govoril le na pamet. Malo pa jih je zapisal. V njegovi zapuščini jih je ohranjenih le nekaj. Veliko so jih znali tudi okoličani, ki pa so jih pozabili. Njegove pesmi so lahkotne, melodične in opisujejo dogodke pred letom 1941. Poudarjene so posebnosti nekaterih ljudi.